# Evaluación virtual
Evaluación virtual es un proceso de carácter sistémico, flexible y adaptado a las exigencias de las tecnologías de la información y la comunicación en el que  se precisa seleccionar estrategias y herramientas operativas que permitan constatar la evolución y el progreso real alcanzado por los estudiantes en la educación a distancia y generar constantemente informes de seguimiento y control.

## Elementos de la evaluación virtual
La evaluación virtual en la educación a distancia en general se lleva a cabo mediante la interacción profesor-alumno por medio de recursos tecnológicos y está centrada en las actividades que el estudiante realiza. El docente se convierte en un evaluador permanente del aprendizaje de cada uno de sus  estudiantes. Analiza y valora las ejecuciones para consolidar o reorientar los logros.  En ese sentido en la educación a distancia la evaluación continua del aprendizaje es esencial y por ende resulta conveniente que se base en diferentes  instrumentos que permitan apreciar el avance de  cada alumno en los distintos niveles y tópicos por los que transita al adquirir el conocimiento.
 En la evaluación virtual deben considerarse la aplicación de diferentes tipos de evaluación como por ejemplo:
- Evaluación diagnóstica: permite determinar las fortalezas y debilidades de los participantes en el proceso educativo y sus funciones principales son la ubicación, clasificación y adaptación.
- Evaluación sumativa: es un proceso que pretende  valorar las conductas finales; certificar que se han alcanzado los objetivos propuestos; integrar los contenidos de aprendizaje y los juicios de valor que se han emitido sobre cada participante a lo largo de todo el proceso educativo.
- Evaluación formativa: su objetivo principal es localizar las deficiencias en el logro de los objetivos de estudio y ponderar las conductas de los participantes para alcanzar el cumplimiento de las actividades propuestas y la adquisición del nuevo conocimiento.
- Evaluación por carpetas: consiste en almacenar el trabajo del estudiante, para ser revisado posteriormente con relación al logro de objetivos planteados. De esta forma se hace el seguimiento de los avances parciales obtenidos durante el desarrollo de las actividades de estudio.
- Evaluación del desempeño: se realiza involucrando a los estudiantes en la creación de algún producto o en su participación en alguna actividad, lo cual les permitirá demostrar sus capacidades en forma directa.
- Evaluación cognitiva: se centra en habilidades intelectuales de orden superior, actitudes y habilidades comunicativas, e implica inevitablemente capacidades inferenciales. La evaluación cognitiva puede realizarse por medio de la técnica de simulación de problemas y elaboración de mapas mentales.

Entre las herramientas utilizadas para efectuar la evaluación virtual se pueden citar los mapas conceptuales, los foros educativos o listas de discusión, los cuestionarios interactivos y el portafolio electrónico.